# 4 Pułk Artylerii (LWP)
4 pułk artylerii – oddział Wojsk Rakietowych i Artylerii ludowego Wojska Polskiego.

## Formowanie i zmiany organizacyjne
Powstał w 1967 roku z przemianowania 34 pułku artylerii. Wchodził w skład 8 Drezdeńskiej Dywizji Zmechanizowanej. Stacjonował w Kołobrzegu.
27 marca 1994 roku z połączenia 4 pułku artylerii, 47 dywizjonu artylerii rakietowej i 98 dywizjonu artylerii przeciwpancernej sformowano 4 pułk artylerii mieszanej. Miejsce stacjonowania nowo sformowanej jednostki pozostało bez zmian, w koszarach 4 pułku artylerii przy ul. Mazowieckiej.

## Tradycje
Dnia 11 listopada 1992 r. pułk przejął dziedzictwo i tradycje:
- 4 Brygady Artylerii (1789–1793),
- batalionu artylerii Legionów Polskich we Włoszech (1799),
- 4 batalionu artylerii pieszej 4 Dywizji Piechoty (1809–1814),
- 4 kompanii lekkiej artylerii pieszej (1815–1831),
- 4 Kujawskiego pułku artylerii lekkiej (1918–1939),
- 4 Kresowego pułku artylerii lekkiej (1942–1947).

## Struktura organizacyjna pułku (lata 80.)
- dowództwo, sztab
- bateria dowodzenia
  - plutony: rozpoznania, łączności, topograficzno-rachunkowy
- 1 dywizjon haubic 122 mm
- 2 dywizjon haubic 122 mm
- 3 dywizjon haubic 152 mm
- kompanie: remontowa, zaopatrzenia i medyczna.

Razem w pułku artylerii: 36 haubic 122 mm, 12 haubic 152 mm.

## Przekształcenia
34 pułk artylerii lekkiej → 34 pułk artylerii haubic → 4 pułk artylerii → 4 pułk artylerii mieszanej↘